# 先丹木
先丹木（？—？），春秋时期晋国的大夫，先氏。
前660年，晋献公命令太子申生率领晋国上军，由罕夷率领下军，攻打赤翟别种的东山皋落氏。狐突御戎，先友为車右，梁余子养御戎罕夷，先丹木为車右。羊舌大夫为尉。让太子穿着左右两种颜色的衣服，表示晋献公有意疏远太子；佩带金玦，暗示恩义断绝。先丹木看出了晋献公的用意，劝申生逃亡。申生不听。